# Hylophylax naevioides
Formigueiro-maculado ou formigueiro-malhado (Hylophylax naevioides) é uma espécie de ave da família Thamnophilidae.
Pode ser encontrada nos seguintes países: Colômbia, Costa Rica, Equador, Honduras, Nicarágua e Panamá.
Os seus habitats naturais são florestas subtropicais ou tropicais húmidas de baixa altitude.